# Liriomyza labanoro
Liriomyza labanoro este o specie de muște din genul Liriomyza, familia Agromyzidae, descrisă de Pakalniskis în anul 1992.
Este endemică în Lituania. Conform Catalogue of Life specia Liriomyza labanoro nu are subspecii cunoscute.